# Blu di bromoclorofenolo
Il blu di bromoclorofenolo (o 5',5"-dibromo-3',3"-diclorofenolsolfonftaleina) è un indicatore  del gruppo del trifenilmetano ed è relativo alla fenolftaleina. Come indicatore, va dal colore da giallo al blu viola nella gamma di pH da 3,0 a 4,6. Ad un pH di 3,0 l'assorbimento va da 433 a 437 nm; a 4,5 da 590 a 592 nm. 
A temperatura ambiente si presenta come un solido giallastro-rosso inodore.